# Reuth (Burgkunstadt)

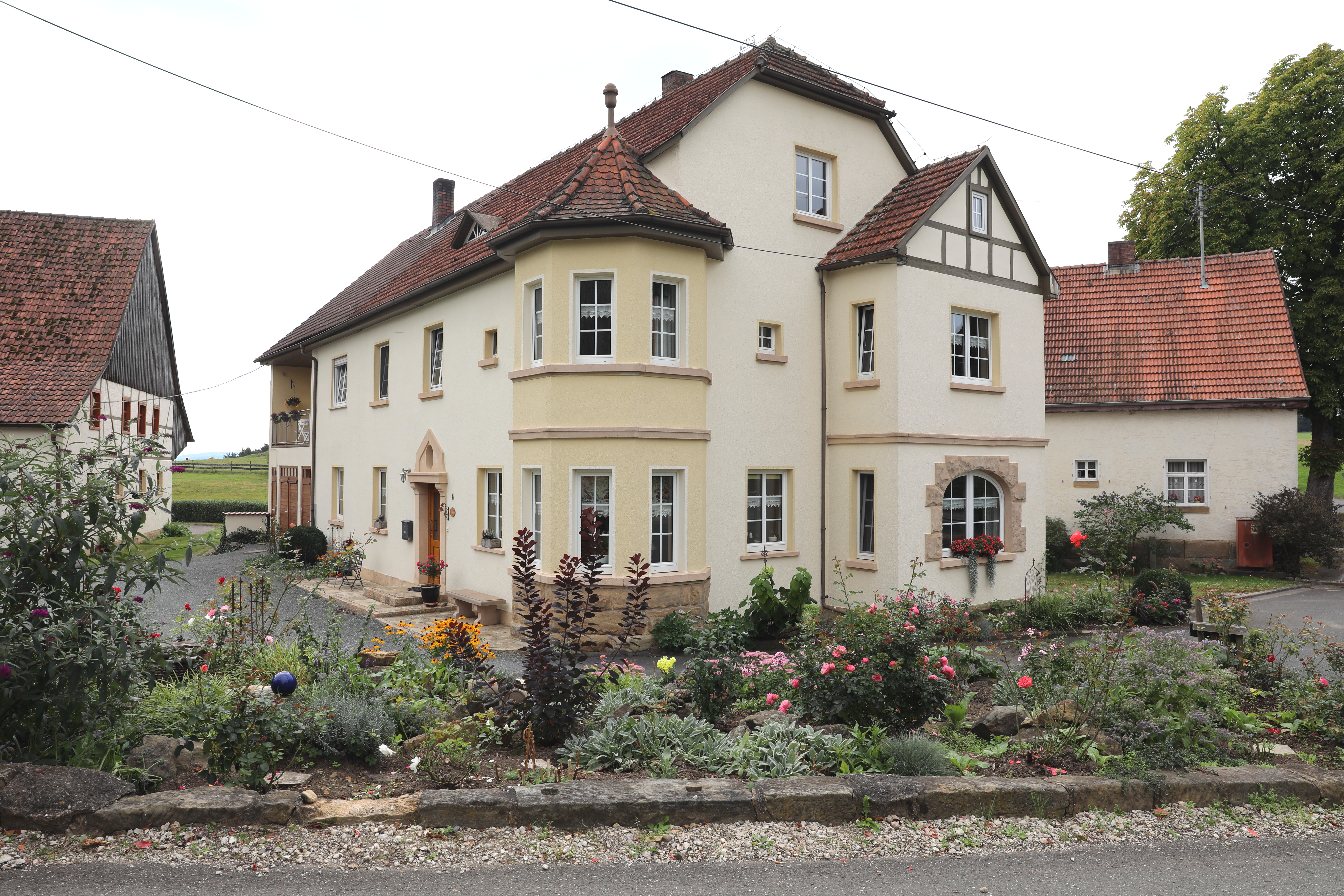
Bauernhof

Reuth ([ʁɔɪ̯t] ) ist ein Gemeindeteil der Stadt Burgkunstadt im oberfränkischen Landkreis Lichtenfels.

## Geographische Lage
Der Weiler Reuth liegt auf rund 379 m ü. NHN auf der Lias-α-Schicht am östlichen Rand des Burkersdorfer Rhätolias-Hügelland, einer großen Schichtstufe nördlich von Burgkunstadt. Die nächsten Ortschaften sind Kirchlein und Emmersheim, das bereits zum Markt Küps gehört. Der Ortskern von Burgkunstadt befindet sich rund 3,6 km südwestlich.

## Geschichte
In der ältesten urkundlichen Erwähnung aus dem Jahr 1323 oder 1328 wird der Ort als Altrawtreut bezeichnet. Bei der ersten Silbe handelt es sich vermutlich um eine spätere Verschreibung von Albrat. Albrat oder Albrada war die Enkelin von Heinrich von Schweinfurt und in der zweiten Hälfte des 11. Jahrhunderts Markgräfin der Markgrafschaft Schweinfurt, die sich bis ins Obermaingebiet erstreckte. Nach einer urkundlichen Nachricht von 1071 hatte die Markgräfin zu ihrer lebenslangen Nutznießung auch den Fronhofverband Kunstat als Leibgedinge inne. In ihrem Auftrag geschah die Rodung an der Stelle des heutigen Reuth, und damit die Ortsgründung.
Weitere Ortsnamen und Schreibweisen im Mittelalter waren Weiprechtsreut, Reut hinter Kunstat und Eckenbrechtsreuth.
Am 1. Januar 1977 wurde Reuth im Zuge der Gemeindegebietsreform in Bayern zusammen mit Hainzendorf als weiterem Ortsteil der damaligen Gemeinde Kirchlein in die Stadt Burgkunstadt eingegliedert.

### Einwohnerentwicklung
Die Tabelle gibt die Einwohnerentwicklung von Reuth im 21. Jahrhundert wieder.
| Jahr | Einwohner | Quelle |
| ---- | --------- | ------ |
| 2001 | 28        | [ 6 ]  |
| 2002 | 28        | [ 6 ]  |
| 2003 | 25        | [ 6 ]  |
| 2004 | 24        | [ 7 ]  |
| 2005 | 23        | [ 7 ]  |
| 2006 | 22        | [ 7 ]  |
| 2007 | 22        | [ 8 ]  |
| 2008 | 21        | [ 8 ]  |
| 2009 | 22        | [ 8 ]  |
| 2010 | 21        | [ 8 ]  |
| 2011 | 20        | [ 9 ]  |